# Terror 2000
Terror 2000 – szwedzki zespół thrash metalowy powstały w 1999 roku. Kapelę utworzył wokalista Björn "Speed" Strid, który grał równocześnie w zespole Soilwork. Do zespołu szybko dołączył basista Dan Svensson, gitarzyści Klas Ideberg i Niklas Svärd oraz perkusista Erik Thyselius. Pierwotnie projekt ten nazywał się "Killing Machine", jednak po wydaniu pierwszego albumu Slaughterhouse Supremacy przemianowano go na Terror 2000.

## Muzycy

### Obecni
- Björn "Speed" Strid − wokal
- Klas Ideberg − gitara
- Niklas Svärd  − gitara
- Erik Thyselius − perkusja
- Dan Svensson − gitara basowa

### Byli
- Henry Ranta - perkusista w albumie Slaughterhouse Supremacy

## Dyskografia
- Slaughterhouse Supremacy (2000)
- Faster Disaster (2002)
- Slaughter in Japan-Live 2003 (album live) (2003)
- Terror for Sale (2005)